# Gaultheria subcorymbosa
Gaultheria subcorymbosa là một loài thực vật có hoa trong họ Thạch nam. Loài này được Colenso mô tả khoa học đầu tiên năm 1889.